# Theria crypta
Theria crypta är en fjärilsart som beskrevs av Eugen Wehrli 1940. Theria crypta ingår i släktet Theria och familjen mätare. Inga underarter finns listade i Catalogue of Life.